# Honnechy
Honnechy település Franciaországban, Nord megyében. Lakosainak száma 558 fő (2022. január 1.). Honnechy Reumont, Saint-Benin, Saint-Souplet, Busigny, Le Cateau-Cambrésis és Maurois községekkel határos.

## Népesség
A település népességének változása:
| Lakosok száma | 538  | 542  | 553  | 549  | 552  | 561  | 567  | 576  | 558  |
|               | 2013 | 2015 | 2016 | 2017 | 2018 | 2019 | 2020 | 2021 | 2022 |